# وادیم دویاتوفسکی
وادیم دویاتوفسکی (بلاروسی: Вадзі́м Анато́левіч Дзевято́ўскі؛ زادهٔ march ۲۰, ۱۹۷۷ (۴۸ سال)) پرتاب‌گر چکش اهل بلاروس است.